# Guillermo Belmonte Müller

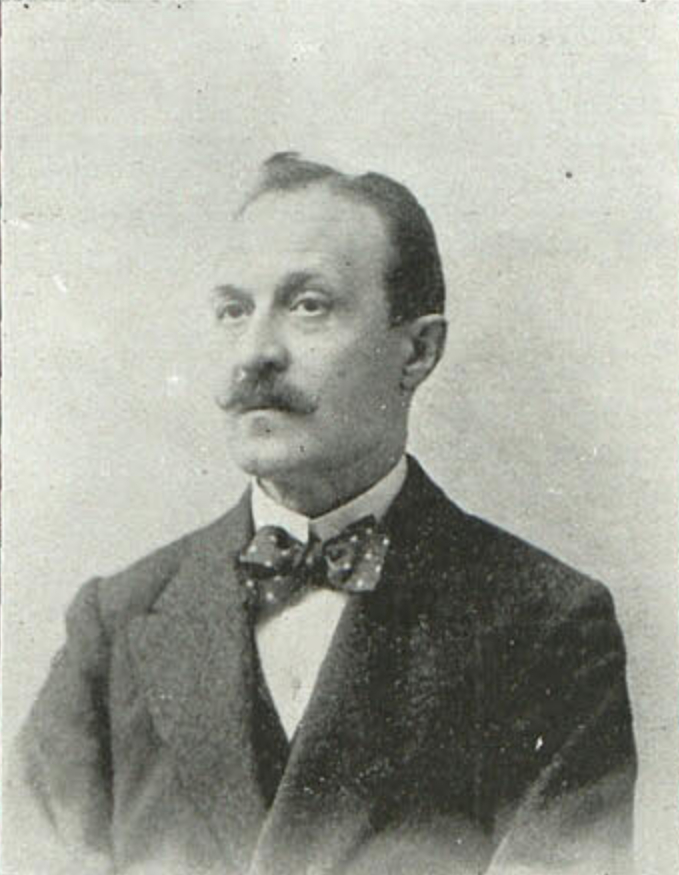
Retrato de Guillermo Belmonte Müller

Guillermo Belmonte Müller fue un escritor, poeta y traductor español.

## Biografía
Nacido en Córdoba, escribió en periódicos y revistas poesías melancólicas y soñadoras, que juntó después en Acordes y disonancias, publicado en 1888. Fue autor, además, de Canarias, impresiones poéticas (1901), Rola (julio de 1892, en La España Moderna), Nomuna (noviembre de 1892, en esa misma revista) y Entre la Nochebuena y Carnaval, historias íntimas (1904). Como traductor, trajo al castellano Las noches de Alfred de Musset y algunos de Los trofeos escritos en francés por José María de Heredia. Falleció en 1929, el día 7 de mayo, en su ciudad natal.